# Aripinka
Aripinka, aripis mały (Arripis georgianus) – gatunek ryby okoniokształtnej z rodziny aripisowatych (Arripidae).

## Występowanie
Endemit, występuje wzdłuż południowych wybrzeży Australii.
Żyje blisko brzegu w zatokach i estuariach, nad łanami trawy morskiej, w pobliżu kęp wodorostów (np. brunatnic), na skalnych rafach oraz wzdłuż plaż. Młode osobniki przebywają przy brzegu, często w małych zatoczkach.

## Cechy morfologiczne
Dorasta do 41 cm długości i 800 gramów wagi. 25 kręgów. Wzdłuż linii bocznej 54–59 łusek. Łuski dość szorstkie w dotyku. Wielkie oczy, o średnicy około 1/5 długości głowy. Na pierwszym łuku skrzelowym 46–50 wyrostków filtracyjnych, 16–18 na górnej części i 28–32 na dolnej. W płetwie grzbietowej 9 kolców i 16 miękkich promieni, w płetwie odbytowej 3 kolce i 10 miękkich promieni. Płetwa ogonowa równa około 30% długości ciała bez płetwy. W płetwach piersiowych po 16–18 promieni, w płetwach brzusznych, zaczynających się przed płetwą grzbietową, 1 kolec i 5 miękkich promieni.
Ubarwienie grzbietu zielonkawe, boki srebrzyste, z poprzecznymi rzędami złotych plamek w górnej części boków, końcówki płetwy ogonowej czarna. Młode osobniki mają ciemno-złotą smugę wzdłuż boków.

## Odżywianie
Żywi się małymi rybami i krewetkami.

## Rozród
Dojrzewa płciowo w wieku 2 lat. Trze się raz w roku od IV do VI. Każdy jajnik produkuje dwa jaja w tym samym czasie, jednak samica składa zawsze tylko jedno, dojrzalsze jajo, sugeruje to, że albo samice wycierają się częściowo, albo drugie jajo jest absorbowane po tarle. Żyje do 7 lat. 

## Znaczenie
Poławiana na wędkę.